# Добричевич, Добрич
До́брич Добри́чевич (хорв. Dobrić Dobričević, далм. Bonino De' Bonini; 1454 год — 1528 год, Тревизо) — один из пионеров книгопечатания в Европе.
Он родился на небольшом острове Ластово Дубровницкой республики (ныне — Хорватия) в 1454 году. Печатал книги в Венеции, Вероне, Брешиа, Лионе. Среди напечатанных им произведений — как труды античных авторов Тибулла, Катулла, Проперция, Вергилия, Плутарха, Эзопа, так и, например, «Божественная комедия» Данте. Напечатанные им книги считаются лучшими образцами книгопечатания того времени. Его двуязычное издание (на латинском и итальянском языках) «Басен» Эзопа и «Божественной комедии» Дантевначале было опубликовано в Брешиа в 1487 году, а затем и в Лионе. Известно о пятидесяти его книжных изданиях, основная часть которых — около 40, принадлежит периоду 1483-1491 годов, когда он был в Брешиа. 19 его изданий принадлежат Хорватии, но основная их часть находится в Британском музее Лондона.